# Ivars de Noguera (kommun)
Ivars de Noguera är en kommun i Spanien.   Den ligger i provinsen Província de Lleida och regionen Katalonien, i den nordöstra delen av landet, 400 km öster om huvudstaden Madrid. Antalet invånare är 361. Arean är 27,1 kvadratkilometer. Ivars de Noguera gränsar till Os de Balaguer, Algerri, Alfarràs, Castillonroy och Valldellou / Baldellou. 
Terrängen i Ivars de Noguera är kuperad norrut, men söderut är den platt.